# Var mans niding
Var mans niding är ett ålderdomligt men fortfarande använt uttryck. Man kan säga "var mans" eller "vars mans" niding. Man menar en person som på grund av sina illgärningar eller på grund av sin feghet (i äldre sammanhang) gjort sig värd att föraktas av alla. Han är en förbrytare som betraktas som utstött ur samhället – en fredlös brottsling.
Var mans niding kan även åsyfta en person som – ofta på ett svekfullt sätt – begått en avskyvärd handling och därigenom ådragit sig allmänt förakt som ovanligt otäck brottsling. Uttrycket används särskilt om en person som misshandlar den som inte kan försvara sig.